# Shirley Hughes
Shirley Hughes (16. července 1927 West Kirby – 25. února 2022) byla anglická spisovatelka a ilustrátorka. Jejím otcem byl zakladatel nákupního řetězce T. J. Hughes. Studovala kostýmní historii v Liverpoolu. Jejím manželem se později stal architekt John Vulliamy, s nímž měla tři děti. Jedním z nich je válečný novinář Ed Vulliamy. Je autorkou několika desítek knih, významnou je Dogger (1977) či série o chlapci jménem Alfie. V roce 2015 vydala svůj první román Hero on a Bicycle. Ilustrovala více než 200 knih; patří mezi ně také When Words Fail: A Life with Music, War and Peace (2018), kterou napsal její syn.